# الضريح الساماني

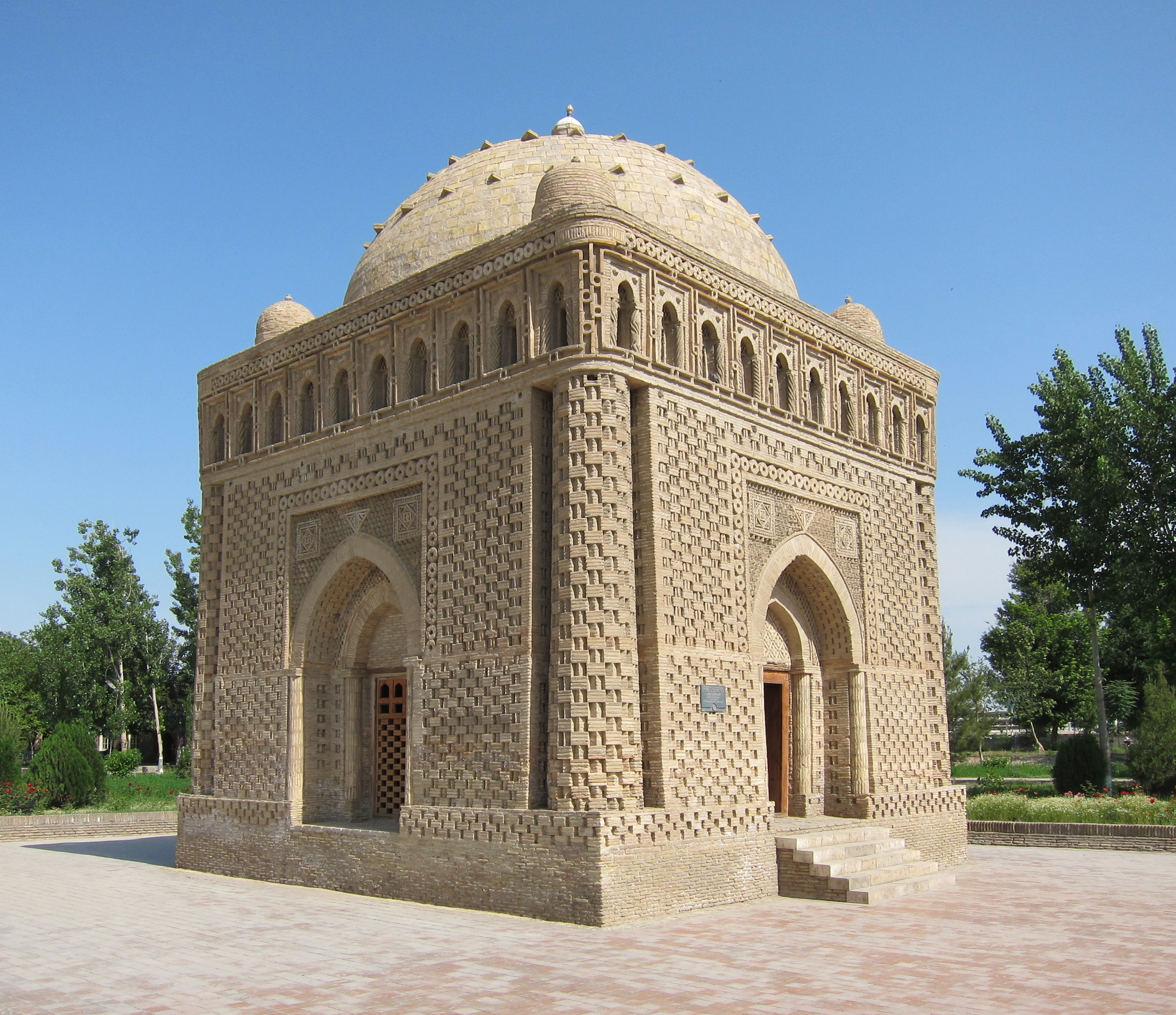
منظر عام للضريح

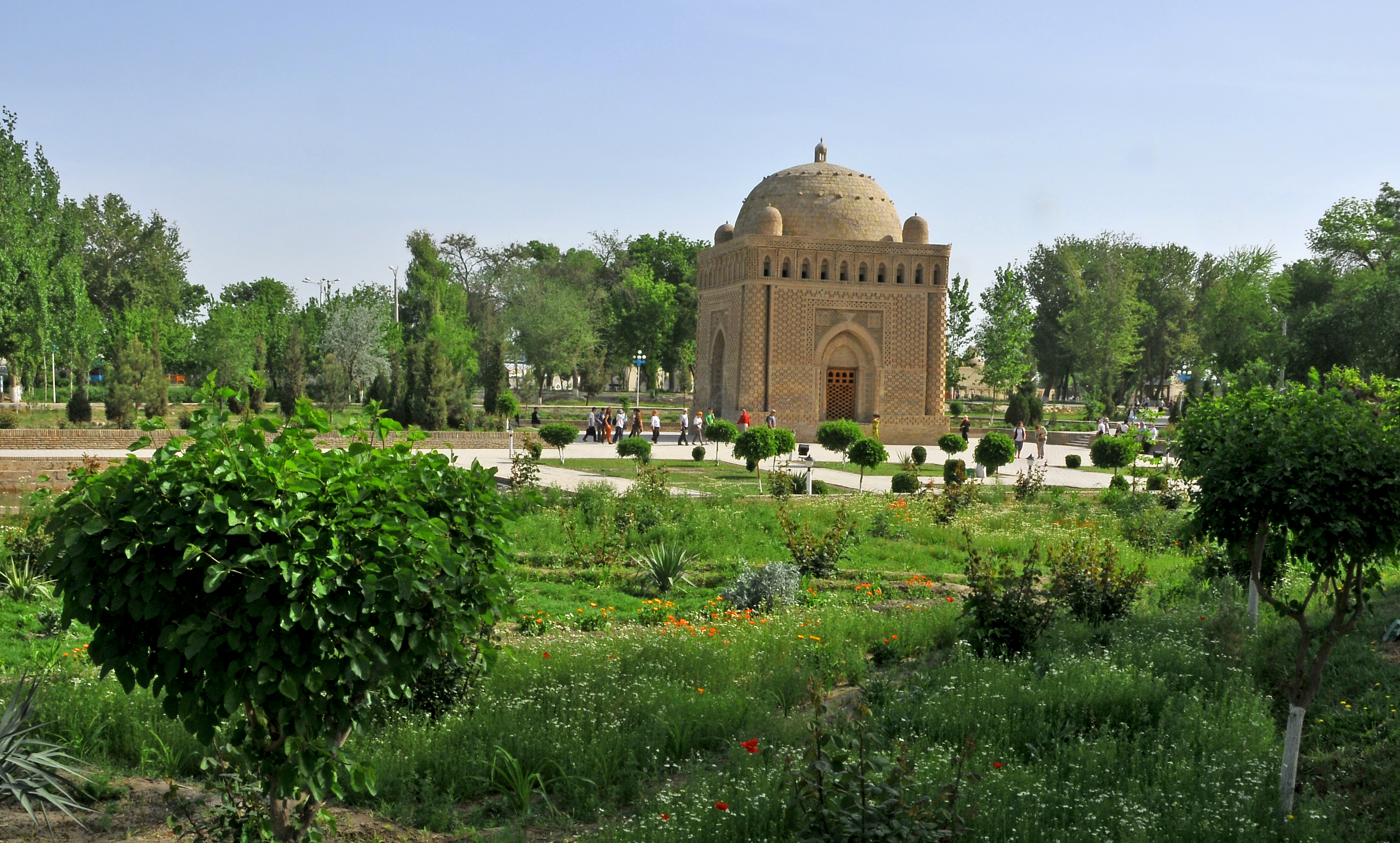
منظر خارجي للضريح

الضريح الساماني هو ضريح يقع في الجزء الشمالي الغربي من بخارى في أوزبكستان، خارج مركزها التاريخي مباشرة. بُني في القرن العاشر الميلادي كبيت راحة لسلالة السامانيين الإسلامية القوية والمؤثرة التي حكمت من حوالي 900 إلى 1000. وقد احتوت على ثلاث قبور، من المعروف أن إحداها كانت لنصر الثاني.
يُعتبر الضريح أحد الأمثلة المميزة للعمارة الإسلامية المبكرة ويُعرف بأنه أقدم مبنى جنائزي للعمارة في آسيا الوسطى. أقام السامانيون استقلالهم الفعلي عن الخلافة العباسية في بغداد وحكموا أجزاء من أفغانستان وإيران وأوزبكستان وطاجيكستان وكازاخستان الحديثة. وهو الأثر الوحيد الباقي من العصر الساماني، لكن مؤرخ الفن الأمريكي آرثر أوفهام بوب [الإنجليزية] أطلق عليه اسم "أحد أفضل الآثار في بلاد فارس"؛ حيث كانت بخارى جزء من بلاد فارس الكُبرى والسامانيون فُرس.
يُعتبر هذا الضريح متماثلًا تمامًا، مضغوط الحجم، ومع ذلك ضخمًا في بنيته، ولم يجمع الضريح بين البناء متعدد الثقافات والتقاليد الزخرفية فحسب، مثل العمارة الصغدية والساسانية والفارسية وحتى الكلاسيكية والبيزنطية، بل إنه يشتمل أيضًا على ميزات مألوفة في العمارة الإسلامية - قبة دائرية وقباب صغيرة وأقواس مدببة وبوابات متقنة وأعمدة وتصميمات هندسية معقدة في البناء بالطوب. في كل زاوية، استخدم بناة الضريح الزوايا المُقرنصة، وهو حل معماري لمشكلة دعم القبة الدائرية على مربع. وقد دُفن المبنى تحت الغرين بعد عدة قرون من بنائه، وتم الكشف عنه خلال القرن العشرين من خلال الحفريات الأثرية التي أُجريَت في عهد الاتحاد السوفييتي.

## التاريخ
خلال القرن العاشر، كانت بخارى، عاصمة السامانيين، مركزًا سياسيًا وتجاريًا وثقافيًا رئيسًا يرعى العلوم والعمارة والطب والفنون والأدب. كان الازدهار الثقافي والاقتصادي مدفوعًا بموقع السامانيين الاستراتيجي على طول طرق التجارة بين آسيا والشرق الأوسط وروسيا وأوروبا. ويعتقد أن الضريح تم بناؤه للتأكيد على القوة الأسرية لعائلة الساماني وربط تاريخها بعاصمتهم التي أنشئت حديثًا.
هناك تقديرات مختلفة من الباحثين حول تاريخ بناء الضريح. ويعزوها البعض إلى عهد إسماعيل الساماني (حكم. 892–907 م)، أحد مؤسسي السلالة (وُلد 849)، بينما يُشير البعض إلى والد إسماعيل، أحمد، الذي حكم سمرقند. وينسب آخرون البناء إلى عهد حفيد إسماعيل، نصر الثاني الذي حكم (حكم. 914–943 م). ويرجع سبب هذا الإسناد المتأخر إلى العتب المنقوش عليه اسمه بالخط الكوفي والذي عثر عليه في الجانب الشرقي من المبنى أثناء أعمال الترميم في ثلاثينيات القرن العشرين.
في ثلاثينيات القرن العشرين، اكتشف الباحثون السوفييت نسخة من وثيقة وقف تعود إلى القرن العاشر (تم نسخها حوالي عام 1568) والتي حددت أن إسماعيل الساماني تبرع بأرض مقبرة بخارى ناوكندا لما يبدو أنه مبنى جنائزي لوالده أحمد، مما يؤكد الافتراضات السابقة حول الطبيعة الأسرية للنصب التذكاري. قبل حصار جنكيز خان ونهب بخارى [الإنجليزية] في عام 1220، يُعتقد أن الضريح كان مدفونًا في الطين والرمال بسبب الفيضانات والانهيارات الأرضية، وظل كذلك لعدة قرون. وهكذا، عندما وصلت الجيوش المغولية إلى بخارى، نجا القبر من الدمار، على عكس معظم المباني الأخرى في تلك الحقبة. ولنفس الأسباب، لم يكن المبنى معروفًا للعالم حتى أوائل القرن العشرين عندما أعاد علماء الآثار اكتشافه.
أجريت أبحاث استكشافية وحفريات كبرى خلال الفترة من 1926 إلى 1928 من فريق سوفييتي من المهندسين المعماريين والباحثين. خلال الفترة من 1937 إلى 1939، تمت دراسة الضريح بشكل أعمق وتم تنفيذ أعمال ترميم رئيسة تحت قيادة ب. ن. زاسيبكين. تم اكتشاف قبور تحتوي على ثلاث جثث لرجال. تم التعرف على واحد منهم على أنه نصر الثاني من النقش الموجود على العتب؛ أما هوية الاثنين الآخرين فهي غير معروفة. خلال الحقبة السوفيتية، وبعد فترة من الحرب العالمية الثانية، تم رصف المقبرة المحيطة بالضريح، وتم بناء مدينة ملاهي (لا تزال تعمل) بجوار المبنى وحوله.
داخل أسوار المدينة وعلى مقربة من المركز التاريخي لبخارى توجد آثار معمارية عمرها ألف عام، أقدمها ضريح السامانيين.
كان تشييد الأضرحة التذكارية في البداية يتناقض بشكل قاطع مع بعض قواعد الإسلام السلفية، ولكن هذا الحظر انتهك أولًا من خلال بناء أول ضريح إسلامي "مسموح به" وهو قبة فوق قبر الخليفة العباسي المنتصر (861-862)، والذي دُفن فيه فيما بعد خليفتان آخران: المعتز (866-869) والمهتدي (869-870)، وبعد ذلك بدأ تشييد الأضرحة في جميع البلدان الإسلامية في الشرق الأوسط والأدنى التي كانت جزءًا من الخلافة العربية. ولم يكن ضريح السامانيين، سلالة حكام بلاد ما وراء النهر، استثناءً.
خلال العصور الوسطى، كان هذا الضريح وغيره من الأضرحة التي لم تنجُ حتى يومنا هذا تقع داخل مقبرة كبيرة تعود لسلالة السامانيين. مع سقوط السلالة (999) تقلصت مساحة المقبرة تدريجيًّا، ودمرت الأضرحة، وفي القرنين السادس عشر والثامن عشر بدأت أحياء سكنية حضرية في بناء أراضيها. في أوائل العصور الوسطى، كانت منطقة المقبرة تسمى ناوكندا، وفي وقت لاحق تشاهار-غومبازان (القباب الأربعة)، وفي أواخر العصور الوسطى بهادور بي، وكان ضريح السامانيين يعتبر مزار إسماعيل الساماني.
تم استكشاف الضريح لأول مرة في عام 1924 من بعثة مويسي ياكوفليفيتش جينزبورغ [الإنجليزية]. وفي نفس الوقت تم أخذ مخطط البناء. في عام 1925، قام السكرتير العلمي للجنة بخارى لحماية الآثار القديمة والفنية موسى سعيدجانوف بتنظيم ترميم واجهة قبة المبنى.  خلال المزيد من الأبحاث الأثرية - الحفريات التي أجراها فاسيلي فياتكين في عامي 1926 و1928، تم اكتشاف أن داخل المقبرة كان هناك العديد من المدافن، بما في ذلك إسماعيل ساماني نفسه. وفي الوقت نفسه، اكتُشف أن مبنى المقبرة يقف على أنقاض مبنى أقدم، وربما كان مرتبطًا بطريقة ما بالأساطير الشمسية [الإنجليزية]. في عامي 1928 و1930، أجرى ب.س. كسفكين ون.م. بجنشكي ترميمًا جزئيًّا للضريح.

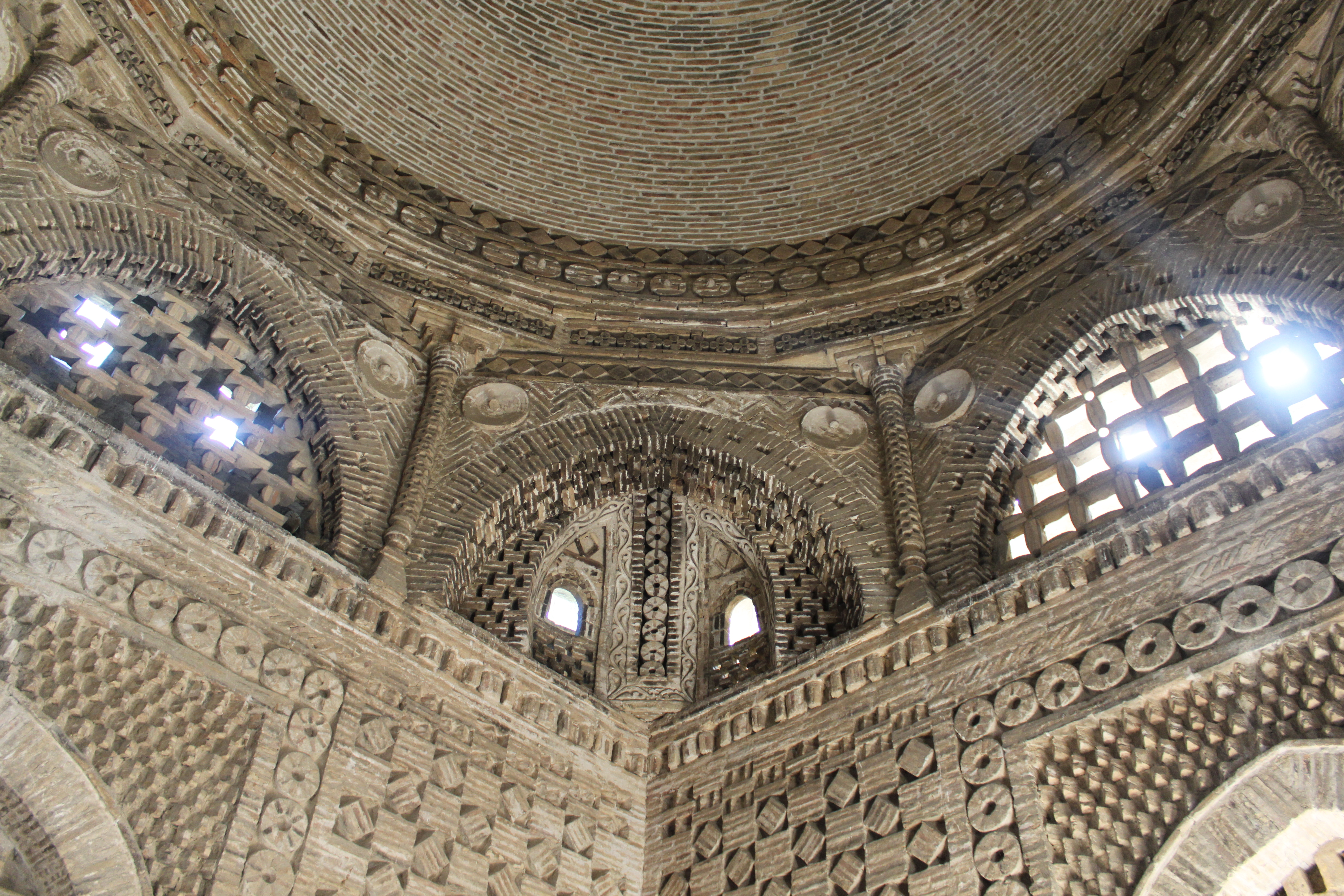
تفاصيل داخلية مع انحناءة مُقرنصَة

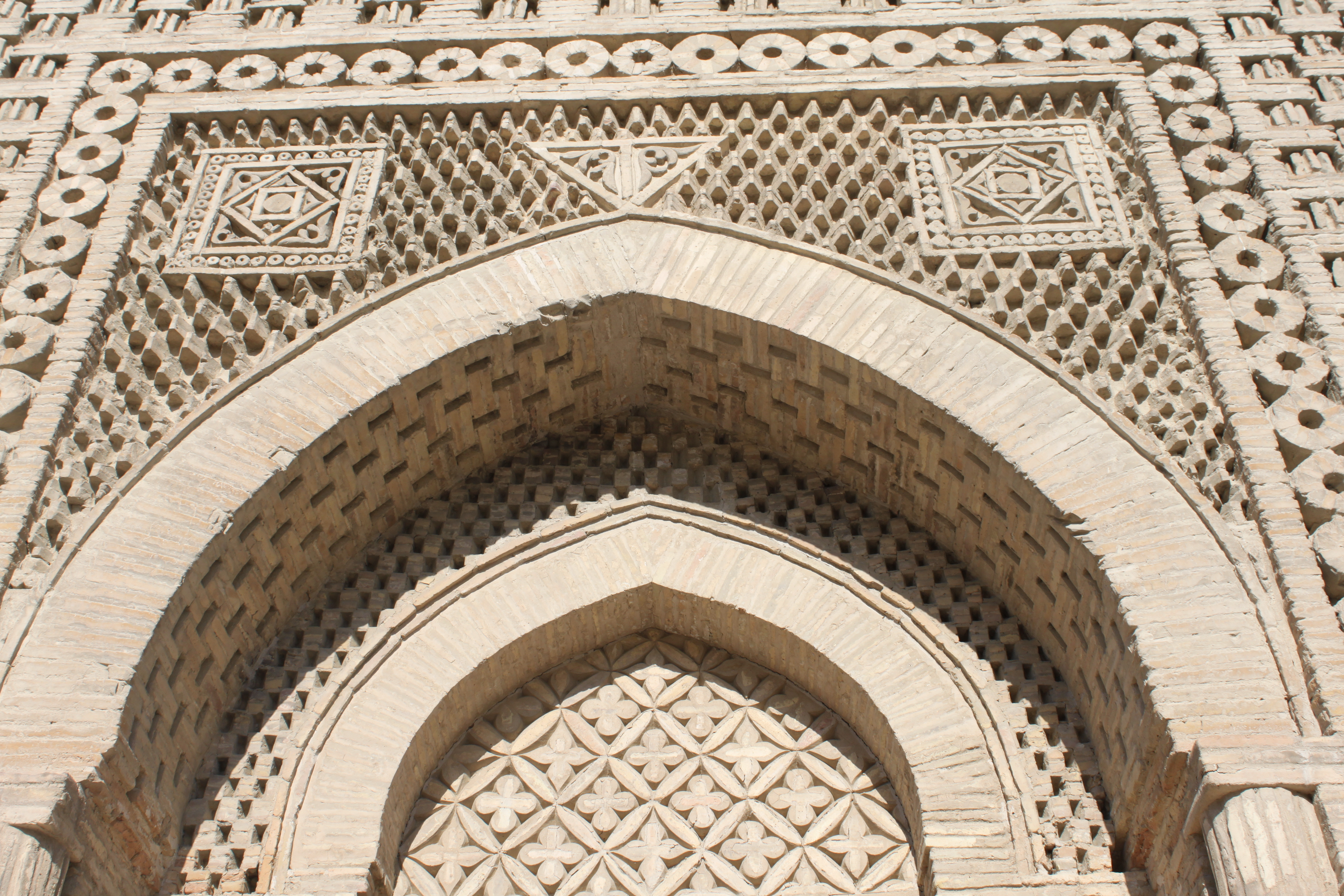
تفاصيل خارجية مع أقواس مدببة وزوايا

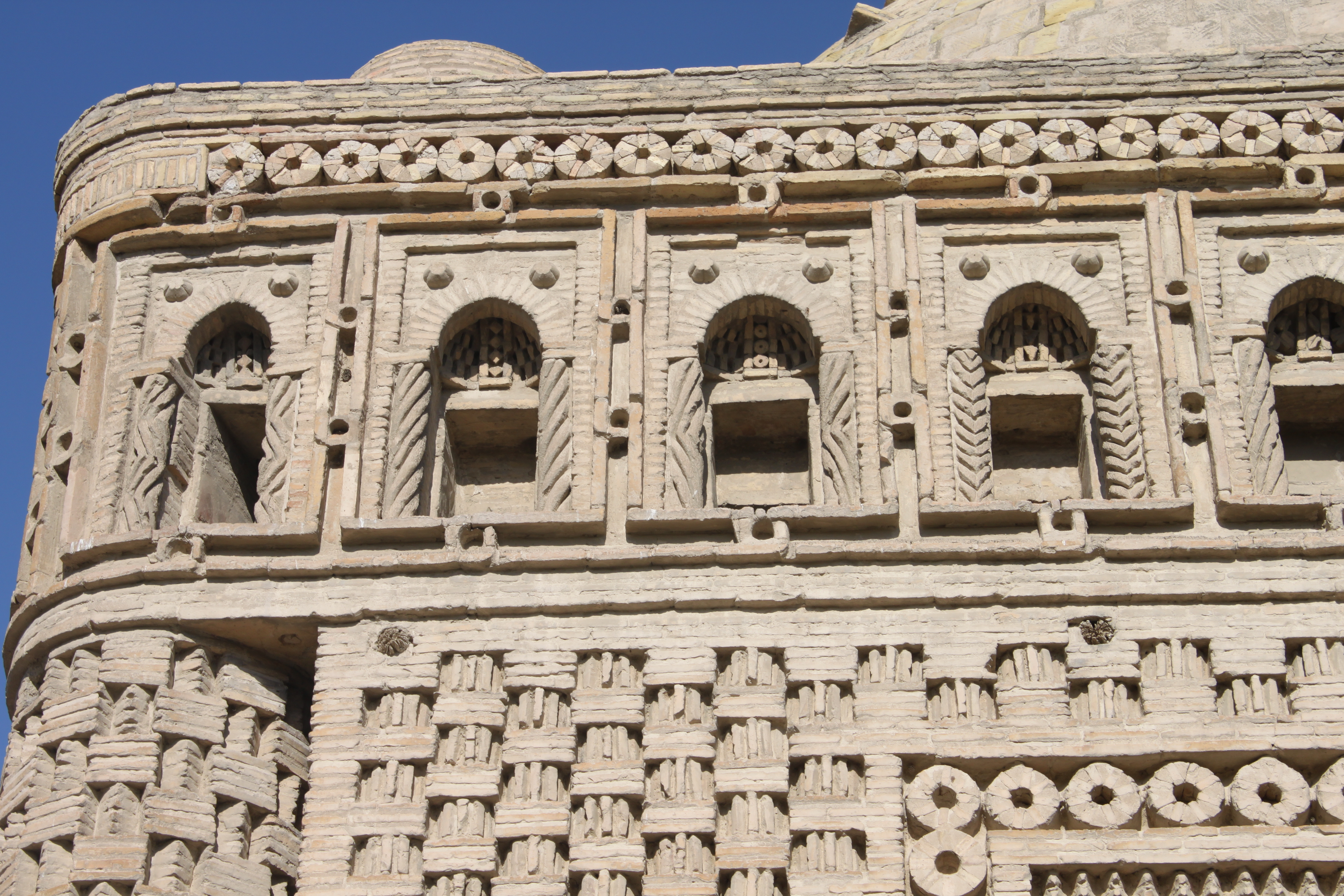
أعمال بناء خارجية من الطوب مع رواق أعمى

## العمارة
ويُمثل هذا النصب التذكاري حقبة جديدة في تطور العمارة الفارسية وآسيا الوسطى، والتي أُحييَت بعد الفتح الإسلامي للمنطقة. وقد لاحظ العديد من الباحثين أن البنية مصنوعة على نحو مماثل لمعابد النار الزرادشتية المفتوحة ذات الأقواس الأربعة والمربعة الشكل في كثير من الأحيان من إيران الساسانية، والمعروفة باسم "جهار طاق" باللغة الفارسية - في إشارة إلى ادعاء السامانيين بالأصل الساساني أو ربما لتأثر المعماريون بالعمارة القديمة. شكل المبنى مكعب الشكل، مثل هيكل الكعبة في المسجد الحرام بمكة المكرمة في المملكة العربية السعودية، في حين أن الدعامات الزاوية الثقيلة التي تشبه القلعة مستمدة من التقاليد الصغدية في آسيا الوسطى. يعكس الطراز الاصطناعي للقبر القرنين التاسع والعاشر - وهي الفترة التي كانت المنطقة لا تزال بها أعداد كبيرة من الزرادشتيين في المراحل الأولى من اعتناقهم الإسلام. تتميز الزخارف المتقنة المصنوعة من الطوب المخبوز بمستوى تفصيلها وأنماطها الإيقاعية وتجمع بين الزخارف المتعددة الثقافات (الصغدية، الساسانية، الفارسية، العربية، العتيقة). ومع ذلك، فإن مهندسي البناء ذهبوا إلى ما هو أبعد من مجرد الاستيلاء على التقاليد القائمة في بنية البناء والديكور؛ فقد قدموا ميزات جديدة رمزية للهندسة المعمارية السلالية الضخمة. في هيكلها، استخدم المهندسون المعماريون المجهولون للضريح زوايا مربعة، تحتوي على أربعة أقواس داخلية وهيكل مثمن، مما سمح بإعادة توزيع وزن القبة الدائرية على قاعدة مربعة، وهو بديل للأقواس المثلثية.
بشكل عام، بُني المبنى على شكل مكعب صغير مدبب قليلًا، حيث يبلغ طول كل جانب منه حوالي 31 قدم (9.4 م) طويل. هناك أربع واجهات مصممة بشكل متطابق، تنحدر بلطف إلى الداخل مع ارتفاع متزايد. سمك الجدار حوالي 6 قدم (1.8 م) في قاعدة المبنى ضُمنت الصلابة البنيوية والبقاء عبر العصور. يحتوي كل جانب على بوابة مدخل مزينة بأقواس مدببة. تشير العديد من الأبحاث إلى النسب المدروسة جيدًا والرياضية تقريبًا للمبنى وتسلسله الهرمي المتناغم. قاعدة المبنى ثقيلة، وهو ما يزيد من أهميتها وجود أساس أوسع؛ حيث يوجد أربعة أعمدة زاوية ثقيلة مبنية على ثلاثة أرباع، بتصميم كلاسيكي، تساهم في منحها مظهرًا يشبه القلعة. يتم إضاءة الجزء العلوي من المبنى من خلال معرض مقنطر أنيق يقع أسفل الطنف [الإنجليزية]، ويحتوي على العديد من الفتحات المقوسة لتقليل الوزن الإجمالي والسماح للضوء بالدخول إلى المبنى (على النقيض من ذلك، لم يكن لدى معظم هياكل تشاهار طاق أي نوافذ). قبة نصف دائرية كبيرة، يبلغ قطرها حوالي 23 يبلغ قطرها 7 أمتار ) وتتوج البناء وهي تشبه القباب البوذية في المنطقة. تعتبر القباب الأربعة الصغيرة الموضوعة في زوايا السقف ذات طبيعة أكثر زخرفية. وبشكل عام، نجح بناة الضريح في تحقيق تسلسل هرمي أنيق من النسب المتناقصة والمنظور الرأسي من خلال الحجم المتناقص للقباب (قبة كبيرة وأربع قبب صغيرة)، والأعمدة (الموضوعة في الزوايا والبوابات والمعرض) والأقواس (البوابات والمعرض). من السمات المميزة للعمارة الإسلامية بشكل عام، وجود تداخل وغموض بين السمات الهيكلية والزخرفية داخل المبنى - حيث يعتبر الطوب بمثابة هيكل وديكور، وكلاهما مهم بنفس القدر.
استخدم البناؤون الطوب المعجون بأحجام مختلفة مستطيلة ومربعة للعناصر الهيكلية والزخرفية للمبنى. شكلت الطوب الكبيرة أشرطة كبيرة في جميع أنحاء المبنى من أجل تحقيق الاستقرار الهيكلي، وتم استخدام الطوب الأصغر للزينة، وعادة ما تكون في كتل تتكون من اثنين إلى خمسة طوب. كان الطوب المعجون مادة معروفة في المنطقة، إلا أن هذا الاستخدام الواسع والمبتكر يعتبر غير مسبوق. استخدم البناؤون المحليون في الغالب الطوب غير المخبوز والجص والخشب لأن هذه المواد كانت أرخص، ولكنها ليست قوية مثل الطوب المخبوز. يستخدم الضريح بعض العناصر الجصية والخشبية، ولكن هذه العناصر ضئيلة من حيث حصتها النسبية في عملية البناء. اكتُشف عدد قليل من المركبات الحدودية أثناء الحفريات، وكان المرمر أحدها. ومن المثير للاهتمام أنه بسبب القيود الإسلامية على استخدام الصور، فإن زخارف ضريح السامانيين كانت في الغالب هندسية في تخطيطها وأنماطها، بالمقارنة مع تقاليد البناء في آسيا الوسطى قبل الإسلام والتي مزجت بين الهندسة المعمارية والنحت والرسم. وجد الباحثون عناصر مشتركة بين ديكور ضريح السامانيين وأنماط التصميم المنفذة في الخشب من بينجيكنت في القرن الثامن.
إن الأنماط المتكررة تخلق تناغمًا محسوبًا وإحساسًا باللانهاية، وهو أمر مهم بالنسبة للهيكل الجنائزي. تتضمن الأنماط المتنوعة للغاية والمنفذة بالطوب المخبوز نسج السلة [الإنجليزية]، رقعة الشطرنج، وزخرفة "النابية" (على الحواف والقبة الرئيسة)، وحدود الوريدات [الإنجليزية]، والزخارف الزهرية، والأشرطة، وأشرطة اللؤلؤ. هناك تناسق ملحوظ بين الديكور الخارجي والداخلي من حيث الأنماط والمواد والنهج وهذا يدل على أن البناء تم على الأرجح من قبل نفس الشخص أو الفريق. كان تكرار نمط الديكور والتناظر العام مفيدًا أثناء أعمال الترميم في ثلاثينيات القرن العشرين، حيث استخدم علماء الآثار العناصر الباقية لاستعادة العناصر المفقودة. تم إجراء دراسات دقيقة لنوع المواد والملاط والأنماط وسمك وأشكال الطبقات التاريخية قبل بدء أعمال الترميم. قبل أعمال التجديد، كان معظم الضرر موجودًا على مستوى المعرض. في وقت ما خلال القرن العشرين، تم تركيب شاشات معدنية داخل البوابات لتقييد الوصول إلى المبنى. لم يُعرف بعد ما إذا كانت البوابات الأصلية تحتوي على أي شاشات مثبتة.

## الأهمية
إن حقيقة أن الشريعة الإسلامية السنية الأصولية السلفية تُحرم بشكل صارم بناء الأضرحة على أماكن الدفن، يُؤكد على أهمية ضريح السامانيين، وهو أقدم أثر باقٍ للعمارة الإسلامية في آسيا الوسطى والأثر الوحيد الذي نجا من عصر سلالة السامانيين. ربما يكون ضريح السامانيين أحد أقدم الانحرافات عن هذا القيد الديني في تاريخ العمارة الإسلامية؛ وربما لم يتطور هذا القيد ليُصبح هو معيارًا إسلاميًّا في ذلك الوقت بعد.
ويُعتبر المبنى من أقدم المعالم الأثرية في منطقة بخارى. يظهر ضريح السامانيين في كل دراسة استقصائية عن العمارة الإسلامية تقريبًا، وهو مهم كمثال للعمارة الإسلامية المبكرة في آسيا الوسطى والعالم. قام مبدعوها المجهولون بدمج الإشارات إلى التقاليد الإقليمية السابقة بشكل متناغم ونشر عناصر هيكلية مبتكرة، مثل الحنايا المُقرنصة، بالإضافة إلى ميزات جديدة في ذلك الوقت تعتبر مألوفة في العمارة الإسلامية في جميع أنحاء العالم. يُشار أحيانًا إلى ضريح السامانيين باسم "صندوق الجواهر" نظرًا لحجمه الصغير ونسبته المحسوبة رياضيًا والأنماط الإيقاعية لزخارفه المعقدة غير المسبوقة من الطوب المخبوز.
صُمم ضريح مؤسس باكستان، محمد علي جناح (مزار قائد) في كراتشي، على غرار ضريح السامانيين.

## العلامات والرموز على جدران الضريح
العالم الأوزبكي الشيخ س. كاموليدين قدم أدلة دامغة على الأصل البوذي لهذا المشروع. تشكل الرموز الموجودة على جدران ضريح السامانيين تركيبة هندسية معقدة، تتكون من مربعات مدمجة ودائرة مركزية، وهي نوع محدد من الماندالا البوذية المانوية ويمكن اعتبارها رموزًا للبوذية. يُعتقد أن التصميم العام للضريح، عند النظر إليه من الأعلى، هو نسخة طبق الأصل من ماندالا بوذية-مانوية.

## القصص والأساطير الشعبية
وفقًا للأسطورة، استمر إسماعيل الساماني، المعروف لدى شعب بخارى باسم حضرة سلطان، في حكم البلاد حتى بعد وفاته. يبدو أن الناس كانوا يؤمنون بهذه الأسطورة حقًا لأنه بعد فترة طويلة من وفاته، كانوا لا يزالون يرسلون طلبات مكتوبة من خلال فتحة في الجانب الجنوبي من الضريح، على أمل تلقي الرد في اليوم التالي. ومن المفترض أن تظهر الاستجابة على الجانب الشمالي من الضريح. وبحسب أسطورة أخرى، تخلى إسماعيل الساماني عن حكمه في وقت لاحق بعد أن حاول زائران خداعه في الضريح. ومع ذلك، وحتى أوائل القرن العشرين، كانت هناك خرافة تقول إنه إذا كتبت طلبًا للرحمة ووضعته عند سفح القبر، فسوف يُقبل طلبك، ويمكن تلقي الاستجابة، إذا جاءت من شخص صالح يتمتع بإيمان حقيقي، في شكل مكتوب.

## طالع أيضًا
- لب حوض [الإنجليزية]
- باي كاليان
- السياحة في أوزبكستان [الإنجليزية]
- تاريخ القباب الفارسية

## قراءة إضافية
- مقبرة اسماعيل السماني | آرشنت

## روابط خارجية
- المعالم التاريخية في بخارى، صور، معلومات.
- بخارى، صور ضريح السامانيين، معلومات ، موقع

39°46′37″N 64°24′02″E / 39.77694°N 64.40056°E